# ルオヤンギア
ルオヤンギア（学名 Luoyanggia 「洛陽（中国の地名）産」の意味）は、中国河南省の如陽盆地の前期白亜紀の地層である郝嶺層から産出されたオヴィラプトル科の恐竜の属。模式種であるルオヤンギア・リウディアネンシスの一種のみ知られる。トーマス・ホルツは2007年、ルオヤンギアを全長約1.5メートル、体重約2.27〜9.1キロと推定した。2016年にモリーナ・ペレスとララメンディはルオヤンギアを同様の全長1.2メートルと推定したが、体重は約8.5キロと推定した。ルオヤングギアとも表される。

## 古生物学
ルオヤンギアと共存していた恐竜には、ルヤンゴサウルス、ゾンギュアンサウルス、ユンメンロン、シャンシャノサウルス、フアンヘティタン、ルヤンゲンシスなどが含まれる。ルオヤンギアのタイプ層準は当初、後期白亜紀のセノマニアン期に遡ると考えられていたが、如陽盆地と無脊椎動物と微化石の集団における広範なフィールドワークにより、ハオリング層のアプチアン期からアルビアン期が示唆されている。